# 磯部磯兵衛物語〜浮世はつらいよ〜
『磯部磯兵衛物語〜浮世はつらいよ〜』（いそべいそべえものがたり うきよはつらいよ）は、仲間りょうによる日本のギャグ漫画。
2024年にWOWOWの「連続ドラマW-30」枠において実写ドラマ化された。

## 概要
グダグダに生きるダメな武士・磯部磯兵衛（いそべ いそべえ）を、浮世絵的な画風で描くギャグ漫画。略称は『磯兵衛』など。『週刊少年ジャンプ』（集英社）2013年26号以降複数回にわたって読切版が掲載されたのち、『週刊少年ジャンプ』2013年47号から2017年46号まで連載された。本誌の本編連載と並行して、番外編が『少年ジャンプNEXT!!』（集英社）で2014 vol.2　- vol.5に連載された。また、『最強ジャンプ』2014年2月号に実写漫画も掲載され、単行本3巻に収録された。
連載開始から2015年10号（百二十四話）までは1週に7ページの作品が2話掲載され、そのうち1話は他の連載作品と同じく毎回掲載順が異なるが、もう1話は巻末に固定されていた。2015年11号（百二十五話）からは1週に11ページの作品が1話掲載となり、掲載順は巻末固定となった。各話のサブタイトルには末尾に「〜候（そうろう）」がつくことが多い。
舞台設定は江戸時代の江戸であるが、具体的な年代は定められておらず、江戸時代の初期から幕末に至るまで様々な時期の著名人が登場している。また、史実の江戸時代の時代背景にそぐわない言葉やアイテムも度々登場する。
連載開始と同時に Flashアニメ化が発表された。連載と同時にアニメ化がされるのはジャンプ史上初のことである。また、連載2周年となる『週刊少年ジャンプ』2015年48号にて、30秒程度のショートアニメ化と舞台化が発表された。
2024年3月13日には、WOWOWオリジナルの実写連続ドラマとして製作・放送（2024年7月）されることが発表された。主演は杉野遥亮。

## 制作背景
作者の仲間が本で東洲斎写楽などの浮世絵を本で見て、それにセリフをつけたくなったのが本作が生まれるきっかけである。
2013年3月に仲間が初の持ち込みで読切『磯部磯兵衛物語〜浮世はぬるいよ〜』を担当編集者に渡した。当時仲間は『磯部磯兵衛物語〜浮世はつらいよ〜』を赤塚賞に提出していたが、担当編集者の判断で『浮世はぬるいよ』に差し替えられた。
2013年6月に尾田栄一郎が急病で入院し、連載していた『ONE PIECE』が2週に渡り休載となる。そこで代理原稿として読切『浮世はつらいよ』が1週目に掲載される。これは読者アンケートに反応があり、インターネット上でも反響があった。翌週（『ONE PIECE』の休載2週目）には『浮世はぬるいよ』を再び代理原稿として掲載した。
連載前の編集部内では『磯兵衛』の連載に慎重な意見が多く、連載獲得のために読切『知恵熱!!タビットさん』を掲載した。この作品はアンケートの反応がそこそこだったので、磯兵衛以外のキャラも作って「『磯兵衛』の7ページに加え、別のショートギャグ７ページを毎週掲載する」という案が出た。しかし、ネームを何本も作っても『磯兵衛』に匹敵するキャラクターは作れず、連載開始時期がずれ込むこととなる。そこで仲間は『磯兵衛』一本に絞り毎週2話（各7ページ）掲載する形式で連載をスタートさせる。
仲間によると「『バカマンガ革命』という題のショートショートギャグ漫画の連載を狙っていたがそのネームが没になり、『磯兵衛』を出したところ通った」という。

## 作風
ボケ・ツッコミがないギャグ漫画をコンセプトに構想された。磯兵衛のキャラクターもダラダラした主人公にすればボケもツッコミも必要ないというところから誕生した。
本作は基本的に浮世絵のような絵柄で描かれている。しかし、読切版に比べ連載版では浮世絵の要素が抑えられている。これは完全に浮世絵にすると立体感が出しにくくなるためであり、親しみやすく、浮世絵のシーンが目立つようにするためでもある。間を重視しているため、セリフは少な目に抑えられている。
基本的に時代考証は正確ではないが、説得力ある世界観にするために一部史実に沿った解説や小ネタを入れている。
「ゆるい」脱力系ギャグ漫画としてジャンプの連載陣の中では独特な存在とされている。

## あらすじ
江戸時代の江戸に住む青年・磯部磯兵衛は立派な武士になるべく修業中。
しかし自堕落な性格が災いして立派な武士への道のりは遠く、今日もグダグダ江戸ライフを満喫するのであった。

## 登場人物
声の項は「F」はFlashアニメ、「豆」は豆アニメ、「舞」は舞台版、「ド」は実写版キャスト。

### 磯部家
磯部 磯兵衛（いそべ いそべえ）
声 - 坂本頼光（F）/ 山下大輝（豆）、演 - 杉野遥亮（ド） / 井上拓哉（舞）
本作の主人公。立派な武士を目指す青年。「武士道学校」の生徒だが、遅刻の常習犯。
不真面目で自堕落な性格。見苦しい言い訳や都合の良い自己弁護をすることも多く、たまにやる気を出してもすぐに挫ける。春画に興味のあるお年頃。
趣味は昼寝と散歩と読書（春画含む）。特技は妄想で、気が向いた時に自身のモチベーションを上げるのが得意。なかなか実践しない実践派。団子屋に足繁く通っているが、おやつは栗きんとん派。
読切版ではニートと設定されていたが、連載版では上記の設定になっている。
磯兵衛の母
声 - 渡辺江里子（阿佐ヶ谷姉妹、F）/ たかはし智秋（豆） 、演 - 檀れい（ド、役名は「母上」） / 中山義紘（舞、役名は「母上」）
磯部磯兵衛の母親。息子を寵愛し息子の誤魔化しを鵜呑みにする親バカ。磯兵衛は「母上様」と書いて「クソババア」と呼ぶことがある。
心配から磯兵衛の部屋をたびたび監視しており、天井からすら現れる。特に磯兵衛が春画を鑑賞している時には高い頻度で現れる。
武士校の先生と並ぶ作品内最強クラスの戦闘力の持ち主で、事象すら操っている描写がある。
磯兵衛の父
磯部磯兵衛の父親。職業は髪結い。評判は良く、磯部家は結構裕福である事がうかがえる。結った髪の毛の先は非常に長い。
現在は仕事の関係で磯兵衛とは離れて暮らしていて、新年になると家に行くものの、磯兵衛には顔を見せずに去っている。
犬
声 - 村瀬歩（豆）
磯部家で飼われている犬。　
生類憐れみの令によって将軍扱いされ「お犬様」と呼ばれていたが、当時は犬らしく生きていた野良犬時代を懐かしんでいた。その後、紆余曲折を経て磯部家の飼い犬になる。
ドライでハードボイルドな性格。磯兵衛とは良い喧嘩友達になるが、犬は「ワン」としか言わないので意思疎通はできていない。しかし磯部達が忍びの者学校の生徒達と競って正宗を捜している時には「お犬様」としての権力を利用して磯部らを正宗の眠る場所まで送り届けた。

### 武士道学校
中島 襄（なかじま じょう）
声 - 村瀬歩（豆）、演 - 鈴木福（ド） / 星璃（舞） / 納谷健（舞）
磯兵衛の友人。メガネをかけた読書好きな少年。「武士道学校」の生徒。
磯兵衛とは武士校入学以来の友人。自堕落でやや自己中心的な磯兵衛をおせっかい気味にフォローする人のいい性格。論理ありきのマニュアリストで、指南書・入門書などを特に好んで読む。しかし時々怒ったり、磯兵衛並に挫けたりする。読書好きの性格から、徳川家の埋蔵金を手に入れた際には本を書店ごと買い取ろうとしたが、店主や客からの抗議を受けてあきらめ、誰でも自由に本が読めるよう自宅の隣に図書館を作った。モデルはサザエさんの中島弘。
必殺技は「本の角アタック」。
高杉 秀才（たかすぎ しゅうさい）
演 - 村川勁剛
その名のとおり秀才で、武士校一の優等生。
生真面目だが怒りやすく、秀才ぶりを鼻にかけたり腹黒い一面もある。モデルはドラえもんの出木杉英才。
花岡 華男（はなおか はなお）
演 - 吉本考志
高杉とは逆にマセていて不真面目気味な生徒。
ワルぶってはいるが、主に磯兵衛に悲惨な目に合わされる。徳川家の埋蔵金を手に入れた際には広大な土地を買い、そこに宿泊施設を建てて大儲けしようと計画したが、土地を買った直後に飲んだくれの父親が大量の酒を買うために残りの金を全部使い込んだため、使い道のない広大な土地だけが残ってしまった。
モデルはちびまる子ちゃんの花輪和彦。
源 光彦（みなもと みつひこ）
源家の末裔を名乗る青年。お家復興のために武者修行の旅をしており、偶然江戸に立ち寄った際に磯兵衛と出会う。ひょんなことから磯兵衛を凄腕の武士と勘違いしてしまい、彼を「磯部氏」と呼ぶようになる。その後武士校に転入する。長らく家のない放浪生活で、当たり前のように野宿をする貧乏暮らしが続いていたため、徳川家の埋蔵金を手に入れた際には広大な家を購入したが、皮肉にも長年の貧乏暮らしの影響で広い部屋では落ち着いて寝られない体質になってしまった。そのため、リハビリも兼ねて物置で寝る事から始めた。
武士校の生徒達
立派な武士になるべく、磯兵衛や中島と共に勉学に励むその他の生徒。立派な武士への道のりはまだまだ遠いダメ人間達。
磯兵衛らと比べると出番は少なめで、着物の背側に「駅」、「酢」、「虎」の文字を入れて、エキストラ扱いされた生徒もいる。
磯兵衛と犬が入れ替わった際はその異変に気付き、本気で磯兵衛を心配するなどそれなりに彼を慕っている。

#### 講師
先生
演 - 綾田俊樹（ド） / 川下大洋（舞）
「武士道学校」の先生。磯兵衛の師。
かなり高齢で普段はボケ気味だが、腕っ節や剣術が相当強く作中でも最強クラスの存在。磯兵衛が考えついた奥義を瞬時にこなすことができ、火の中を歩いても全く動じない。時折生徒達にスパルタ教育的な修行をさせる為、生徒達からは恐れられている。
熊本さん
熊の着ぐるみを着ている。中の人は歴史上最強の力士の雷電為右衛門。
12里（約47キロメートル）の距離を短時間で往復したり武士校の生徒達を次々となぎ倒す等実は先生並みに腕っ節が強い。

### 忍びの者学校
講師は服部半蔵（後述）。
服部 半端（はっとり ハンパ）
演 - 松井勇歩（初演） / 竹下健人（天晴版）
忍びの者学校の生徒。左の頬に「半」の文字が書かれている。
磯部ら武士道学校の生徒をバカにしている。ミスが多い。
忍びの者学校の生徒たち
忍者のステレオタイプのような恰好をしている。作中では半端以外「ニン」「イガ」「コーガ」など特定の言葉しか発していない。

### 江戸の町民
団子屋の看板娘
声 - たかはし智秋（豆）、演 - 長濱ねる（ド） / 鎮西寿々歌（舞）
磯兵衛が足繁く通う団子屋の看板娘。非常に容姿端麗でモテる。
現在彼氏はいない。磯兵衛や大八に惚れられているが、彼女自身は常連さんとして扱っている。美味しいものを食べると服が弾け飛ぶ。とても両親思い。
志賀 大八（しが だいはち）
声 - 松山鷹志（豆）、演 - マキタスポーツ（ド） / 岩崎真吾（初演） / ドヰタイジ（天晴版）
札付きのワル。自称「江戸で五本の指に入る武士」。子分たちから「大八っつぁん（だいはっつぁん）」と呼ばれる。
江戸中の荒くれ者がその腕を認める程の強さだが、頭は悪く思い込みが激しい。磯兵衛に鞘当されてから、子分とともに執拗に磯兵衛を追い回すが、様々な理由で仕返しできずにいる。
モデルは東洲斎写楽が描いた「三世市川高麗蔵の志賀大七」。

### 史実上の人物
史実にも登場する実在の人物。しかし、江戸時代の前期（17世紀）・中期（18世紀）・後期（19世紀）の人物が同時期に存在していたり、徳川将軍十五代が全員在命で兄弟であるなど、史実とは異なる描写も多い。
徳川十五兄弟将軍
最高権力者の15人兄弟。長男いえやすを中心に江戸を統治する偉い人達。江戸城に住んでいる。15人の中にはいえつぐといった幼い子どももいる。
15人の意見は中々合わないが、五男つなよしが生類憐れみの令を公布するなど、それぞれ史実に基づいた独自の政策を行っている。
町を視察した際に自分達に敬意を示さない磯兵衛を処罰するかどうか兄弟達で相談する際に出た台詞「処（しょ）す？ 処す？」は名台詞として雑誌発表時にインターネットに広まったのち、2014年37・38合併号の綴じ込み付録「週刊少年ジャンプ 名場面・珍場面ステッカー!!」に使用された。
宮本武蔵
演 - 三宅弘城（ド） / 竹下健人（初演） / お〜い!久馬（天晴版）
生前は大剣豪だった幽霊。
生前に書いた自身の書物をないがしろにする磯兵衛に半ば憑りついている。
平賀源内
声 - 松山鷹志（豆）、演 - 津田寛治（ド） / 三好大貴（舞）
閃くためなら奇行も惜しまない、江戸の天才発明家。
発明する時は電流が走り、「キテルキテルエレキテル!!」と叫ぶ。発明品は21世紀初頭の工業製品とよく似たオーパーツ的な物がほとんどである。
磯兵衛行きつけの団子屋に足繁く通っており、自身の発明家業に磯兵衛を巻き込もうとする。
葛飾北斎
江戸で大人気の浮世絵師。鉄棒ぬらぬらのペンネームで春画も描いている。磯兵衛は彼の春画の大ファン。
100歳になって「神の領域の春画」を描くことを磯兵衛に約束するが急逝。その後は孫娘のお北に憑依して絵画修業を続けている。
服部半蔵（7代目）
演 - 竹村晋太朗 / 鈴木洋平（天晴版）
忍びの者学校の講師。額に「半」の文字が書かれている。

## 用語
武士道学校
磯兵衛が通う学校。藩校あるいは寺子屋なのかは不明。
立派な武士を目指す青年たちを育成している。授業内容は学問・武道から精神的鍛練まで多岐に及ぶ。磯兵衛達は武士校18期生。
忍びの者学校
武士道学校のライバル的存在。忍者の学校。
同校の生徒は忍生（にんせい）とよばれ、伊賀忍者・甲賀忍者らで構成される。
団子屋
磯兵衛が足繁く通う団子屋。磯兵衛はこの店の看板娘に片思いしている。
正宗
伝説的の名刀。存在場所は不明。
「身につければ最強」「売れば一生遊んで暮らせる」「家宝にすれば7代先まで安泰」と噂された。31話には「MASA-MUNE」と書かれた刀が登場するが偽物らしい。
なお、磯兵衛たちがこの刀を探すエピソードが連載されている間に、「本物の正宗が150年ぶり発見された」という報道がなされた。

## 読切版
いずれも週刊少年ジャンプで掲載された。
| タイトル                           | 掲載号     | 収録      | 備考                              | 出典   |
| ---------------------------------- | ---------- | --------- | --------------------------------- | ------ |
| 磯部磯兵衛物語〜浮世はつらいよ〜   | 2013年26号 | 単行本1巻 | 『ONE PIECE』の代理原稿として掲載 | [ 19 ] |
| 磯部磯兵衛物語〜浮世はぬるいよ〜   | 2013年27号 | 単行本1巻 | 『ONE PIECE』の代理原稿として掲載 | [ 20 ] |
| 磯部磯兵衛物語〜スマホがほしいよ〜 | 2013年34号 | 単行本1巻 | ジャンプLIVEの宣伝漫画            | [ 21 ] |
| 磯部磯兵衛物語〜スマホがやばいよ〜 | 2013年36号 | 単行本1巻 | ジャンプLIVEの宣伝漫画            | [ 22 ] |

## 出張版
凡例
- 掲載誌はいずれも集英社。収録はいずれも『磯兵衛』の単行本。
- 略称 - VJ：Vジャンプ、最強：最強ジャンプ、NEXT!：少年ジャンプNEXT!、NEXT!!：少年ジャンプNEXT!!

| タイトル                                     | 掲載誌                    | 収録      | 備考                                               | 出典   |
| -------------------------------------------- | ------------------------- | --------- | -------------------------------------------------- | ------ |
| 出張 磯部磯兵衛物語〜平成はつらいよ〜        | VJ 2013年12月号           | 3巻       | 少年ジャンプ史上初めて連載開始と同時に出張編を掲載 | [ 2 ]  |
| 丁稚奉公編                                   | 最強2014年2月号           | 3巻       | 実写マンガ版と同時掲載                             | [ 4 ]  |
| 恋愛特訓編                                   | NEXT! 2014 WINTER         | 3巻       | 『ニセコイ』とのコラボ                             | [ 23 ] |
| 番外編 働け 磯部磯兵衛物語〜浮世はつらいよ〜 | NEXT!! 2014 vol.1         | 4巻       | 連載前に作成されたネームをもとに作成               | [ 4 ]  |
| 連載番外編                                   | NEXT!! 2014 vol.2 - vol.5 | 4巻 - 6巻 | 『NEXT!!』に毎号番外編を掲載。本誌と並行連載       | [ 24 ] |
| 磯部磯兵衛物語〜悟空はつよいよ〜             | 最強2014年6月号           | 5巻       | 『ドラゴンボール』とのコラボ                       | [ 25 ] |
| SPUR丁稚奉公編〜東京ご利益めぐりで候〜       | SPUR 2014年12月号         | -         |                                                    | [ 26 ] |

## 知恵熱!!タビットさん
『知恵熱!!タビットさん』（チエネツ!! ダビットさん）は人類が滅亡した世界、旅ラビットのタビットが全知全能の力を秘めたアイテムを探すというギャグ漫画。週刊少年ジャンプ2013年30号掲載。『磯部磯兵衛物語〜浮世はつらいよ〜』2巻収録。

## 担当編集者
1. 井坂尊- 持ち込み時からの担当[4]

## 書誌情報
- 仲間りょう 『磯部磯兵衛物語〜浮世はつらいよ〜』 集英社〈ジャンプ・コミックス〉、全16巻
  1. 「武士ですから候」2014年2月9日発行（2月4日発売[集 1]）、ISBN 978-4-08-880048-6
  2. 「光れ！超磯兵衛で候」2014年5月7日発行（5月2日発売[集 2]）、ISBN 978-4-08-880121-6
    - 読切作品『知恵熱!!ダビットさん』

  3. 「高尾山地獄修業編」2014年7月9日発行（7月4日発売[集 3]）、ISBN 978-4-08-880139-1
  4. 「宮本武蔵が教えてくれるで候」2014年10月8日発行（10月3日発売[集 4]）、ISBN 978-4-08-880196-4
  5. 「夏休みだよ！ロード・オブ・マサムネ編」2015年1月10日発行（1月5日発売[集 5]）、ISBN 978-4-08-880277-0
  6. 「武士校進級試験で候」2015年4月8日発行（4月3日発売[集 6]）、ISBN 978-4-08-880335-7
  7. 「磯部流のはじまりで候」2015年7月8日発行（7月3日発売[集 7]）、ISBN 978-4-08-880427-9
  8. 「春画を愛する者たちで候」2015年10月8日発行（10月3日発売[集 8]）、ISBN 978-4-08-880487-3
  9. 「ぼくらの徳川埋蔵金編」2016年2月9日発行（2月4日発売[集 9]）、ISBN 978-4-08-880605-1
  10. 「御目出度いのに！で候」2016年5月7日発行（5月2日発売[集 10]）、ISBN 978-4-08-880671-6
  11. 「こどもチャンバラ大江戸杯編」2016年8月9日発行（8月4日発売[集 11]）、ISBN 978-4-08-880750-8
  12. 「GO! GO! 百万石で候」2016年11月9日発行（11月4日発売[集 12]）、ISBN 978-4-08-880807-9
  13. 「海がほしいで候」2017年3月8日発行（3月3日発売[集 13]）、ISBN 978-4-08-881022-5
  14. 「逆いそべえで候」2017年7月9日発行（7月4日発売[集 14]）、ISBN 978-4-08-881181-9
  15. 「ペリーの春で候」2017年11月7日発行（11月2日発売[集 15]）、ISBN 978-4-08-881223-6
  16. 「帰ってきた磯兵衛で候」2018年1月9日発行（1月4日発売[集 16]）、ISBN 978-4-08-881318-9

## メディア展開

### Flashアニメ
『ジャンプLIVE』2号で配信。
第1話のみ、週刊少年ジャンプ公式YouTubeチャンネルにて公開されている。
キャスト
- 磯部磯兵衛とか - 坂本頼光
- 母上様など - 渡辺江里子（阿佐ヶ谷姉妹）
- 掛け声的な - 仲間りょう（原作者）

### ウェブアニメ
2015年12月12日よりサブタイトルの付かない『磯部磯兵衛物語』のタイトルで、GYAO!およびdTVにて、30秒ほどのショートアニメ「豆アニメ」（略して「マニメ」）として配信中。テレビでもMBSの深夜アニメ枠内やテレビ東京系のアニメ（『銀魂』・『おそ松さん』など）のCM枠で不定期に放送。映画館では松竹マルチプレックスシアターズ系列の全国25劇場で幕間上映されており、アニメイトなどのショップでも店内にて放送されている。
2017年3月より第2期が配信。
キャスト
- 磯部磯兵衛 - 山下大輝
- 中島襄/お犬様/六男いえのぶ - 村瀬歩
- 母上/団子屋の娘/三男いえみつ - たかはし智秋
- 平賀源内/十二男いえよし - 松山鷹志
- ナレーション/志賀大八 - 坂本頼光

スタッフ
- 原作 - 仲間りょう
- 監督、脚本 - まんきゅう
- 色彩設定 - のぼりはるこ
- 撮影監督 - 横枕洸一
- 音響監督 - 山田陽
- 音楽 - 赤坂機械演奏
- 作画監督 - 三田潤
- アニメーション制作 - ギャザリング
- 製作 - 磯豆奉行所

各話リスト
| 第1期  | 第1期                            |
| 話数   | サブタイトル                     |
| ------ | -------------------------------- |
| 第1話  | 磯部磯兵衛で候                   |
| 第2話  | 春画で候                         |
| 第3話  | 平賀源内で候                     |
| 第4話  | 人相書きで候                     |
| 第5話  | 銭湯で候                         |
| 第6話  | 酒で候                           |
| 第7話  | 徳川家で候                       |
| 第8話  | 虫歯で候                         |
| 第9話  | 将棋で候                         |
| 第10話 | 恋文で候                         |
| 第11話 | 百物語で候                       |
| 第12話 | 相撲で候                         |
| 第13話 | しおひがりで候                   |
| 第14話 | カップルで候                     |
| 第15話 | 犬で候                           |
| 第16話 | 井戸端会議で候                   |
| 第17話 | カップルで候                     |
| 第18話 | 生類憐れみで候                   |
| 第19話 | 火消で候                         |
| 第20話 | 掃除で候                         |
| 第21話 | 目安箱で候                       |
| 第22話 | 看板娘で候                       |
| 第23話 | 日記で候                         |
| 第24話 | 三文の得で候                     |
| 第25話 | 子どもで候                       |
| 第26話 | コーヒーで候                     |
| 第27話 | 筋トレで候                       |
| 第28話 | さや当てで候                     |
| 第29話 | 二度寝で候                       |
| 第30話 | 富士登山で候                     |
| 第31話 | 譲り合いで候                     |
| 第32話 | 桃太郎で候                       |
| 第33話 | ダンスで候                       |
| 番外編 | スマホで候                       |
| 番外編 | クラブで候                       |
| 第2期  |                                  |
| 話数   | サブタイトル                     |
| 第1話  | イイ声選手権で候                 |
| 第2話  | PLAY FREE GYAO!で候              |
| 第3話  | 拙者のアゴヒジ観で候             |
| 第4話  | メンズノンノで候                 |
| 第5話  | 盛大にウソをつくで候             |
| 第6話  | 世にも珍しいポキポキ男で候       |
| 番外編 | 磯部磯兵衛 with 中田ヤスタカで候 |

### 舞台劇
大阪・ABCホールにて劇団Patchにより、2016年4月20日から25日まで『浮世戯言歌劇「磯部磯兵衛物語〜浮世はつらいよ〜」高尾山地獄修業編』、2016年10月20日から25日まで『磯部磯兵衛物語〜浮世はつらいよ〜天晴版』が上演。
完全ミュージカル方式で、通称磯ミュ。脚本・演出を末満健一、音楽を和田俊輔が担当した。
キャスト
主なキャストは「#登場人物」項を参照。
- 剛林森男 - 近藤頌利（初演） / 岩崎真吾（天晴版）
- 吉岡剣 - 有馬純
- 楠木勝 - 田中亨
- サヤーテ - 藤戸佑飛
- 小吉 - 尾形大悟
- 脇坂 - 山田知弘（初演） / 伊藤駿九郎（天晴版）
- 弁士 - 坂本頼光（声の出演）

## テレビドラマ
2024年7月12日から9月13日までWOWOWの「連続ドラマW-30」枠にて放送・配信された。主演は杉野遥亮。2024年7月5日からWOWOW公式YouTubeチャンネルにて第1話を先行配信開始。

### キャスト
磯部磯兵衛
演 - 杉野遥亮
中島襄
演 - 鈴木福
看板娘
演 - 長濱ねる
志賀大八
演 - マキタスポーツ
平賀源内
演 - 津田寛治
宮本武蔵
演 - 三宅弘城
武士校の先生
演 - 綾田俊樹
母上
演 - 檀れい

### スタッフ
- 原作 - 仲間りょう『磯部磯兵衛物語〜浮世はつらいよ〜』（集英社 ジャンプ コミックス刊）[1]
- 脚本・監督 - 細川徹[1]
- 音楽 - 平沢敦士
- ナレーション - 平泉成[12]
- プロデューサー - 植田春菜、小髙史織、加藤康介、森井敦
- 制作プロダクション - 東映京都撮影所
- 企画協力 - ワタナベエンターテインメント
- 製作著作 - WOWOW

### 放送日程
| 各話   | 放送日  | サブタイトル                                                                           |
| ------ | ------- | -------------------------------------------------------------------------------------- |
| 第1話  | 7月12日 | 日曜日で候／春画で候／大八っつぁん、登場で候                                           |
| 第2話  | 7月19日 | 武士道学校で候／拙者、恋愛なんて…候／故 宮本武蔵、登場で候／ニンニンで候               |
| 第3話  | 7月26日 | 文字通り井戸端会議で候／大八っつぁん、待ち伏せるで候／平賀源内、登場で候／指名手配で候 |
| 第4話  | 8月02日 | ねぐせ祭りで候／拙者のアゴヒジ観で候／宮本武蔵の逆襲で候                               |
| 第5話  | 8月09日 | はじめてのさぼたあじゅで候／二度寝で候／完徹デスマーチで候                             |
| 第6話  | 8月16日 | 作文で候／いい仕事してま候／あばらが鳴るで候                                           |
| 第7話  | 8月23日 | マニュアリスト中島で候／中島コンタクトで候／宮本武蔵が教えてくれるで候                 |
| 第8話  | 8月30日 | 世紀の大発明で候／恋文を書いてみるで候／悪代官で候／源内と中島で候                     |
| 第9話  | 9月06日 | 大八対武蔵で候／イイ声選手権で候／武士校進級試験で候                                   |
| 最終話 | 9月13日 | スケたいで候／帰ってきたで候                                                           |